# Torstein Stenersen
Torstein Stenersen (Tromsø, 16 ottobre 1988) è un ex biatleta svedese di origini norvegesi, naturalizzato nel 2015.

## Biografia
In Coppa del Mondo ha esordito il 22 febbraio 2015 ad Anterselva (94º nella sprint) e ha ottenuto il suo primo podio e anche la sua prima vittoria il 16 dicembre 2018 a Hochfilzen (1º nella staffetta maschile con Peppe Femling, Martin Ponsiluoma e Sebastian Samuelsson).
Ha annunciato il ritiro al termine della stagione 2019-2020.

## Palmarès

### Coppa del Mondo
- Miglior piazzamento in classifica generale: 59º nel 2016
- 1 podio (a squadre):
  - 1 vittoria (a squadre)

#### Coppa del Mondo - vittorie
| Data             | Località   | Nazione | Specialità                                                       |
| ---------------- | ---------- | ------- | ---------------------------------------------------------------- |
| 16 dicembre 2018 | Hochfilzen | Austria | RL (con Peppe Femling, Martin Ponsiluoma e Sebastian Samuelsson) |

Legenda:

RL= staffetta